# Valle de Poanas
El Valle de Poanas es una región situada al sur del estado de Durango, en México, que comprende la totalidad de los municipios de Poanas, Vicente Guerrero, Nombre de Dios y una parcialidad de Súchil. Es una región muy fértil, con mucha hidrografía y muchos lugares turísticos situados principalmente en los municipios de Poanas y Nombre de Dios. El municipio de Poanas es el municipio que encabeza esta región, y además, en esta región están las cabeceras municipales de tres de estos municipios:
- Ciudad Villa Unión - Cabecera municipal de Poanas
- Ciudad Vicente Guerrero - Cabecera municipal de Vicente Guerrero
- Nombre de Dios (La Villa)- Cabecera municipal de Nombre de Dios

## Población
La población de esta importante región es de aproximadamente 78.125 habitantes, sumando la población de los poblados incluidos en la región, de los cuales, 32.546 son mujeres y el resto hombres, según el censo 2005.
En esta región, dos cabeceras municipales son las que sobresalen en su población y desarrollo:
- Ciudad Villa Unión
- Ciudad Vicente Guerrero

La población de estas pequeñas grandes ciudades corresponde a 16.958 habitantes para la ciudad de Villa Unión, y 16.785 para la ciudad de Vicente Guerrero. La población de la cabecera municipal de Nombre de Dios es de aproximadamente 5.931 habitantes.

## Economía
En esta región, las principales actividades económicas, son la agricultura y la ganadería, pues son los principales productores de Maíz, Chile y Frijol en el estado de Durango, seguidas del comercio que se practica en las cabeceras municipales que se encuentran en esta región.
Las cabeceras municipales de Villa Unión y Vicente Guerrero, son unos importantes centros comerciales y urbanos de esta región, pues sobresalen por su desarrollo y crecimiento, así como también Nombre de Dios, pero en menos proporción. Estas importantes poblaciones son muy frecuentadas por los habitantes de las poblaciones de los alrededores de esta región, incluso de la región de Los Llanos. Al Valle de Poanas acuden a realizar sus actividades diarias y también como un atractivo centro turístico familiar.
- Datos: Q5651507